# Ghiacciaio Oshane
Il ghiacciaio Oshane è un ghiacciaio lungo 3 km e largo 2,8, situato sull'isola Brabant, una delle isole dell'arcipelago Palmer, al largo della costa nord-occidentale della Terra di Graham, in Antartide. In particolare, il ghiacciaio, che si trova a sud del ghiacciaio Dodelen e a nord del ghiacciaio Ralitsa, fluisce verso ovest a partire dal versante occidentale del picco Cushing, nei monti Stribog, fino a entrare nella baia di Guyou.

## Storia
Il ghiacciaio Oshane è stato così battezzato dalla Commissione bulgara per i toponimi antartici in onore del villaggio di Oshane, nella Bulgaria nord-occidentale.